# Lex de imperio Vespasiani

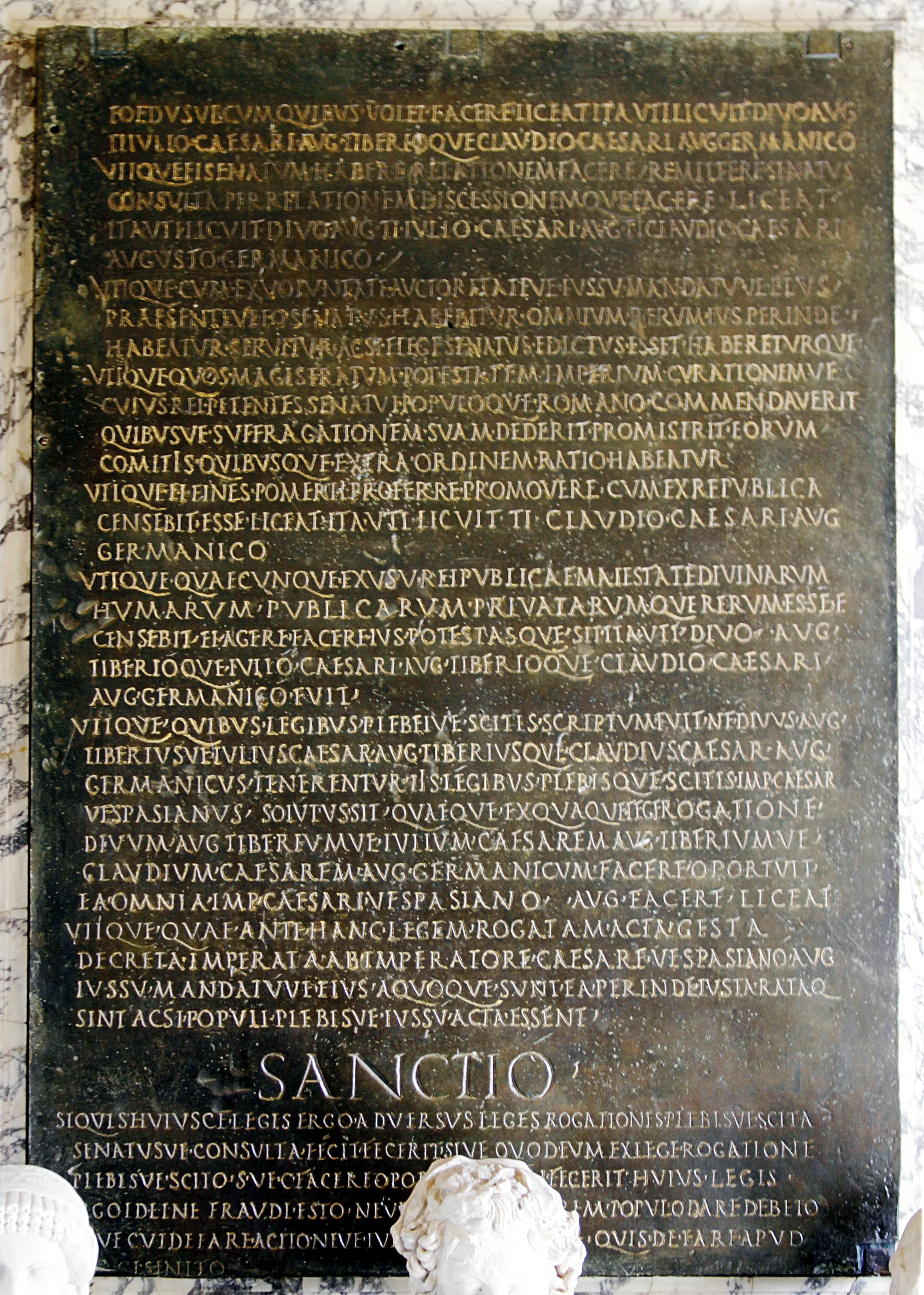
La lastra di bronzo che contiene una parte della Lex de imperio Vespasiani

La lex de imperio Vespasiani è una legge (senatoconsulto) romana approvata dal Senato il 22 dicembre del 69 d.C. e ratificata pro forma dai comizi, riguardante la definizione del potere e delle prerogative del princeps Vespasiano rispetto a quelle del Senato stesso. La legge costituisce l'unico esempio di documento ufficiale che conferisce i poteri a un imperatore.
La parte conservatasi è solo una porzione su un'iscrizione bronzea, rinvenuta nel 1347 da Cola di Rienzo nella basilica di San Giovanni in Laterano, e conservata presso i Musei Capitolini di Roma. La tavola comprende otto clausole distinte.

## La legge
Vespasiano utilizza il sistema dei precedenti per legittimare il proprio potere politico, modellato dunque sulla sommatoria dei poteri che in via di fatto furono esercitati dal Princeps in poi. Dal testo si evince che a Vespasiano fu concesso il diritto di agire al di sopra della legge come era stato fatto già da parte degli imperatori precedenti. Il testo sembra richiamare l'esempio dei predecessori (tutti tranne Caligola, Nerone, Galba, Otone e Vitellio), a partire da Augusto, per definire le prerogative "speciali" conferite agli imperatori, e per giustificare il diritto contenuto nella clausola discrezionale (la sesta) di prendere provvedimenti in qualsiasi campo della vita pubblica e privata. Il sesto capoverso (linee 17-21) nella trascrizione di Crawford:
(CIL VI, 930)
Nel testo si legittima che il principe indichi e presieda le sedute del Senato (con Adriano il senatus consultum diventerà poi definitivamente oratio principis in senatu habita, spogliando i senatori del potere di emanare senatoconsulti e lasciando loro l'unico compito di ratificare per acclamazione il discorso del principe). Inoltre si stabilisce che il principe è absolutus ex legibus, cioè sciolto dalla legge: la sua condotta è insindacabile. Inoltre il fenomeno della commendatio, attuato in via di fatto fin dall'età di Augusto, viene riconosciuto come norma di diritto. 
È presente inoltre nella stessa legge una clausola, il Caput tralaticium de immunitate che stabilisce la supremazia gerarchica della Lex de imperio Vespasiani su tutte le altre norme ordinarie, e dunque in tutte le controversie, sia penali che civili. Il testo adottato conferisce inoltre valore a tale lex non solo dal momento dell'attuazione della stessa, ma anche specificandone la validità come legittimazione della condotta precedente ad essa dell'imperatore e di chiunque avesse agito in sua vece. Il principe risulta inattaccabile sia per via diretta, che per via indiretta.
La legge rese stabile il nuovo ordinamento dello Stato che si era determinato con i poteri, formalmente straordinari, conferiti ad Augusto e ai suoi successori. Alla carica era collegato il titolo di cesare ed erano create le premesse per la sua trasformazione in senso ereditario.

## Interpretazione
L'interpretazione della natura della legge è stata sempre difficoltosa. In particolare gli studiosi si sono divisi tra il considerare la legge una normale prassi condivisa per tutti gli imperatori, ovvero un atto formale di investitura dei comizi ispirato dalla tradizione, oppure un atto eccezionale considerato opportuno dopo la confusione del periodo della guerra civile del 68-69 e gli eccessi di Nerone. Si ritiene anche che fosse intenzione di Vespasiano, assunto il potere, di conferire una legittimazione alla propria funzione e inserirla negli ordinamenti pubblici, rimuovendo il carattere di "potestà eccezionale e rivoluzionaria" al principato per farne una magistratura superiore alle altre. Intenso è anche il dibattito sulla corretta traduzione dell'iscrizione.